# Chondrosum scorpioides
Chondrosum scorpioides là một loài thực vật có hoa trong họ Hòa thảo. Loài này được (Lag.) Kunth mô tả khoa học đầu tiên năm 1829.